# Emma Mashinini
Pour les articles homonymes, voir Mashinini.
Emma Mashinini, née à Rosettenville (en) le 21 août 1929 et morte le 10 juillet 2017, est une syndicaliste et femme politique sud-africaine.
Militant au Congrès national africain (ANC) à partir de 1956, elle est sur le conseil exécutif du National Union of Clothing Workers (NUCW) pendant 12 ans, puis fonde la South African Commercial, Catering and Allied Workers Union (en) (SACCAWU) en 1975. Elle a également participé à la Commission de la vérité et de la réconciliation, ayant été nommée Commissioner for Restitution of Land Rights.
Récipiendaire de plusieurs prix, dont l'Ordre du Baobab et l'Ordre de Luthuli (en), elle publie une autobiographie intitulée Strikes Have Followed Me All My Life (en) en 1989.

## Biographie

### Jeunesse
Emma Mashinini naît le 21 août 1929 à Rosettenville (en), un quartier blanc de Johannesbourg. Sa famille vit dans l'arrière-cour d'une maison qui emploie sa mère Joana. Lorsqu'elle est âgée de six ans, la famille de Mashinini déménage à Prospect Township, un quartier situé près de City Deep (Gauteng) (en) où se dirigeait plusieurs familles noires (en) exilées des zones blanches. En 1936, le quartier est rasé à la suite du Johannesburg Slums Act de 1934. La plupart des habitants sont relocalisés à Orlando, un township de Soweto, mais la famille Mashinini s'installe plutôt à Sophiatown. Cependant, à la suite du Natives Resettlement Act (en) de 1954, la famille doit à nouveau déménager et se rend à Soweto,.
Après la séparation de ses parents, Emma Mashinini quitte l'école pour commencer à travailler à l'âge de 14 ans. Elle se marie à 17 ans. Elle aura 6 enfants dont 3 mourront en bas âge. Sa fille Penny mourra à l'âge de 17 ans en 1971.
En 1955, Emma Mashinini participe au Congrès du peuple à Kliptown, une rencontre déterminante pour l'ANC. Elle affirmera plus tard que cet événement a été déterminant dans son parcours. « Je n'étais pas une membre officielle, mais à cet événement, je l'étais de corps, de cœur et d'esprit...Alors je crois que ce congrès m'a vraiment ouvert les yeux. C'est à ce moment que j'ai commencé à me politiser. Cependant, il y avait autre chose. J'ai toujours ressenti que j'étais constamment dominée,. »

### Syndicalisme
En 1956, Mashinini commence à travailler pour la Henochsberg clothing factory. Dans le contexte de l'apartheid, les travailleurs noirs y ont des conditions de travail particulièrement difficiles ainsi qu'une faible rémunération. Les femmes y sont traitées comme des travailleurs inférieurs.
Mashinini joint le Garment Workers Union et participe à son organisation à son milieu de travail. Elle devient déléguée syndicale ainsi que gérante de plancher nommée par la direction. Elle décrira plus tard les difficultés engendrées par cette double position. « Ils auraient pu me renvoyer s'ils avaient voulu, même si j'étais déléguée syndicale. Mais ils voulaient m'utiliser pour arrêter les troubles, comme un extincteur,. »
Après certaines actions syndicales, les travailleurs gagnent la semaine de 40 heures de travail et l'assurance chômage. Mashinini est élue sur le comité exécutif de la National Union of Clothing Workers (NUCW), où elle siègera 12 ans,.
À cette époque, Emma Mashinini vit un autre point tournant au moment où elle réalise que son usine fabrique des uniformes utilisés par des gens oppressant les Noirs. Elle écrira dans son autobiographie : « Quand j'ai réalisé que j'ai personnellement aidé à fabriquer ces uniformes utilisés pour massacrer mon peuple... J'ai été horrifié,. » À partir de ce moment, elle considère que le mouvement syndical doit toujours se concentrer sur des enjeux politiques plus large.
En 1975, elle fonde le South African Commercial, Catering and Allied Workers Union (SACCAWU), devenant ainsi une figure marquante du mouvement syndical sud-africain. Son militantisme l'amène aussi à être harcelée par la police.

### Arrestation et emprisonnement
Le 27 novembre 1981, la police se présente à l'aube au domicile d'Emma Mashinini et procède à son arrestation. Elle est détenue en vertu de la section 6 du Terrorism Act de 1967 qui permet la détention illimitée (en) de toute personne soupçonnée par la police de « mettre en danger l'ordre public,. »
Mashinini est détenue à la prison centrale de Pretoria (en). Elle y vit des conditions de détention difficiles, passant le plus clair de son temps en isolement. Après un temps, elle est transférée à Johannesbourg, puis libérée après un total de six mois d'emprisonnement sans avoir été accusée d'aucun crime. Lors de sa libération, on lui ordonne de ne pas parler de sa détention. Alors qu'elle était détenue, son camarade Neil Aggett est mort pendu dans sa cellule.
Par la suite, Mashinini est traitée pour choc post-traumatique au Danemark. Son thérapeute lui conseille d'abandonner la politique et de se recentrer sur elle, mais Mashinini décide de poursuivre. Elle décrit d'ailleurs son traitement comme « une autre détention,. » Elle reprend un poste au SACCAWU, qui grimpe à 60 000 membres et gagne certains avantages pour les travailleuses.

### Transition vers l'ANC
Lors de la formation du Congress of South African Trade Unions (COSATU) en 1985, Mashinini milite fortement pour l'inclusion des femmes syndiquées. L'organisme finira par intégrer une image d'une femme avec un bébé à son logo,.
En 1995, Mashinini est nommée Commissioner for Restitution of Land Rights et retourne à Pretoria travailler pour le gouvernement. En 1998, elle participe à consolider les droits fonciers (en) d'une communauté de 600 familles évincées en 1969. Lors de son mandat, elle affirme que son département manque de personnel et de fonds.
En 2002, elle exprime son désarroi face à une décision de la cour limitant les réclamations foncières des Sud-Africains,.